# Fenoarivo Atsinanana (district)
Fenoarivo Atsinanana (ook wel: Fénérive-Est) is een district van Madagaskar in de regio Analanjirofo. Het district telt 292.213 inwoners (2011) en heeft een oppervlakte van 1.342 km², verdeeld over 11 gemeentes. De hoofdplaats is Fenoarivo Atsinanana.
Het district leeft vooral van de productie van knoflook en kruidnagel.